# WR 7
WR 7 eller HD 56925, är en ensam stjärna i norra delen av stjärnbilden Stora hunden. Den har en skenbar magnitud av ca 11,6 och kräver ett kraftfullt teleskop för att kunna observeras.

## Egenskaper

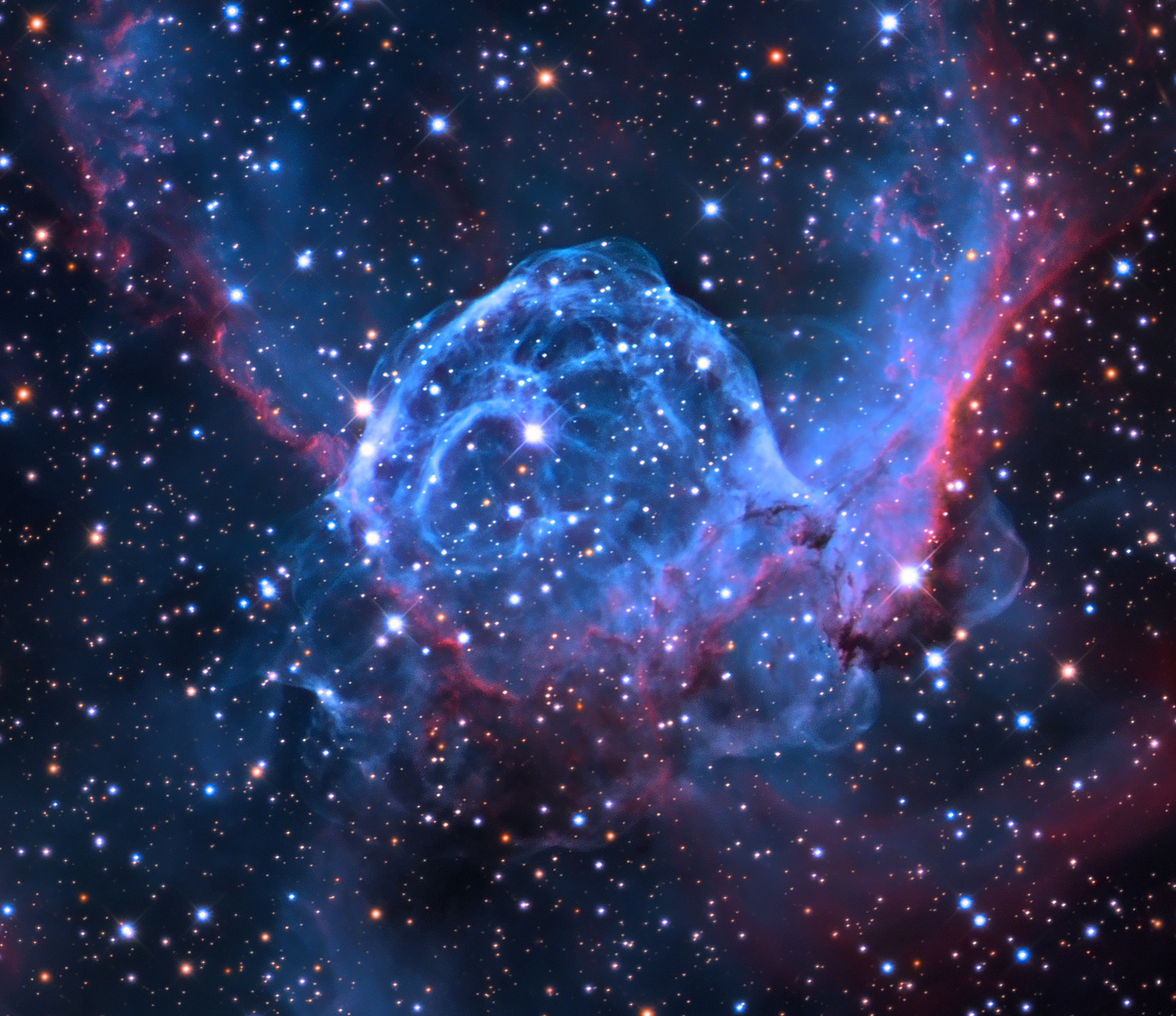
WR7 i centrum av NGC 2359

WR 7 är en Wolf-Rayet-stjärna, som ligger i mitten av en komplex gasbubbla som chockas och delvis joniseras av stjärnans strålning och stjärnvindar. Avståndet till stjärnan är osäkert, med uppskattningar mellan 3,5 kpc (11 410 ljusår) och 6,9 kpc (22 500 ljusår). Om man antar ett avstånd på 4,8 kpc (15 600 ljusår) beräknas stjärnan vara 229 000 gånger ljusare än solen, 13 gånger mer massiv och 1,26 gånger större med en yttemperatur på 112 200 K. Detta gör den för närvarande (2024) till den näst minsta, kända WN-stjärnan i Vintergatan, efter WR 2.
Stjärnor av detta slag kännetecknas av en snabb förlust av stjärnmassa, driven av kemiskt berikade stjärnvindar med hög hastighet. Det uppskattas att den förlorar massa med en hastighet av 7 x 10−5 solmassa per år genom vindar på 1 545 km/s.
Ringnebulosan NGC 2359 exciteras av den joniserande strålningen från WR 7. Den är också känd som Thors hjälm eller Anknebulosan. Ringen har en diameter av ca 4 pc och framträder på våglängder från radio- till röntgenstrålning.